# Luna llena (álbum)
Luna Llena es el segundo álbum de la cantante mexicana Mariana Ochoa, fue lanzado el 21 de septiembre de 2007, por el sello discográfico de Warner Music.

## Producción
Este disco fue producido por Rafael Sardina, ganador de 10 premios Grammys, dirigido por Cheche Alara y grabado en la ciudad de Los Ángeles, California, Estados Unidos. La grabación del disco y su lanzamiento fueron retrasads casi un año porque Ochoa tenía compromisos con la empresa a la que actualmente pertenece.
El nombre original del disco era Como Nunca Existió, pero al final fue cambiado por Luna Llena. El disco contiene 12 temas, de los cuales 10 son autoría de Ochoa; también se mencionó que la selección de los temas del disco se ha trabajado desde hace un año.
Mariana Ochoa declaró que el nombre del disco se debe a que "La Luna es culpable de muchas canciones, por las vivencias personales y la complicidad que hemos tenido ella y yo; por lo cual es un nombre muy significativo y a la vez muy emblemático de mi persona".
Este disco marcó una referencia muy importante para Mariana, ya que se muestra una evolución y una tendencia pop-rock bastante acertada. El disco fue presentado con el sencillo Me faltas tú, un tema de amor con el cual Mariana hace el cambio de ritmo que manejó en su primer disco. Sin embargo el disco mezcla perfectamente los temas románticos como Aunque no estés Luna llena Con tu amor Amar sin miedo, con otras canciones de ritmo más potente como Amor total Pretendes Decide o vete o Volvamos a intentar.

## Reacción
El mismo productor del disco ha declarado que "será tan potente que dará de qué hablar" y algunos medios lo clasifican como uno de los más esperados del 2007.

## Lista de canciones
1. "Volvamos a Intentar"
2. "Me Faltas Tú"
3. "Invisible"
4. "Aunque No Estés" (Con Álex Ubago)
5. "Pretendes"
6. "Te Extraño Tanto"
7. "Luna Llena" (Crescent Moon)(Mikazuki)
8. "Por Siempre"
9. "Amor Total"
10. "Con tu Amor"
11. "Decide o Vete"
12. "Amar sin Miedo" (Por Él)

(El Tema "Luna Llena" (Mikazuki) es original de Ayaka, una cantante japonesa, y su traducción corrió a cargo de Mariana Ochoa y Nuria Domenech).

## Promoción
Ochoa planea realizar una gira en México, el sur de Estados Unidos, Centro y Sudamérica, y aprovechando el dueto con Ubago tiene el plan de visitar España, país donde Mariana es reconocida gracias al éxito que tuvo con el grupo OV7. El primer sencillo del disco se llama Me Faltas Tu y fue lanzado en México en 13 de agosto de este año.
Gran parte de la industria en este año empezó a colapsar, entre ellas la disquera de Mariana Warner Music quien se declaró en números rojos y se deslindó de la promoción de varios artistas, entre ellos Mariana, que aunado a problemas con la televisora Tv azteca el disco no contó con la difusión ni la promoción debida. 

## Sencillos
- Me Faltas Tú
- Luna Llena

## Créditos
- Voz por Mariana Ochoa
- Batería por Victor Indrizzo
- Batería en "Me Faltas Tú" y "Te Extraño Tanto" por Simon Phillips
- Bajo por Sean Hurley
- Guitarras por Fran Iturbe
- Guitarras adicionales por Paulo Serpa
- Teclados por Cheche Alara
- Percusión por Rafa Padilla
- Coros por Edgar Cortazar y Ximena Muñoz[9]